# Smenkhara
Smenkhara, o Smenkhkare (1355 a.C. circa – Akhetaton, 1334/1333 a.C.), è stato un faraone della XVIII dinastia egizia, sovrano effimero dai contorni assai dubbi e dibattuti fra gli egittologi.
Il suo regno si svolse nel periodo amarniano, durante il quale Akhenaton tentò di imporre nuove idee religiose. Smenkhara è da non confondere con il suo immediato successore, l'ancor più enigmatica sovrana Ankheperura Neferneferuaton (da alcuni identificata con Nefertiti)

## Origini
La carenza di dati storici dovuta alla distruzione sistematica (damnatio memoriae) di tutti i monumenti che concluse il "periodo di Amarna", operata in gran parte dal faraone Horemheb in un clima di zelante restaurazione dello status quo che aveva preceduto l'eresia di Akhenaton, rende estremamente difficile ricostruire la sequenza e le dinamiche degli immediati successori di Akhenaton.
Smenkhara era, forse, figlio di Amenofi III e di una moglie secondaria, Sitamon, e quindi fratellastro di Akhenaton; altre interpretazioni portano a ipotizzare invece che fosse un figlio di Akhenaton: anche se la sua ascendenza resta quanto mai dubbia, è quasi certo che fosse di stirpe reale. Si ritiene che Smenkhara sia stato co-reggente di Akhenaton nell'ultima parte del regno di quest'ultimo, la meno conosciuta, quando viene chiamato anche suo genero.
Salì al trono per matrimonio (pratica diffusa nella famiglia reale egizia: anche Ay e Horemheb si sarebbero legittimati, forse, come faraoni sposando donne della famiglia reale, si ritiene rispettivamente Ankhesenamon e Mutnodjmet), avendo preso in moglie Merytaton, figlia primogenita di Akhenaton e di Nefertiti (la quale potrebbe aver regnato prima di lui), e si ritiene sia vissuto una ventina d'anni. Iscrizioni situate a Ermopoli (Ashmunein) menzionano anche una giovane principessa Merytaton Tasherit, forse figlia di Smenkhara e Merytaton.

## La confusione del nome
Un'importante rappresentazione di Smenkhara, esaminata già nel 1845, si trova ad Amarna sulle pareti della tomba di Merira II, attendente della regina Nefertiti. 

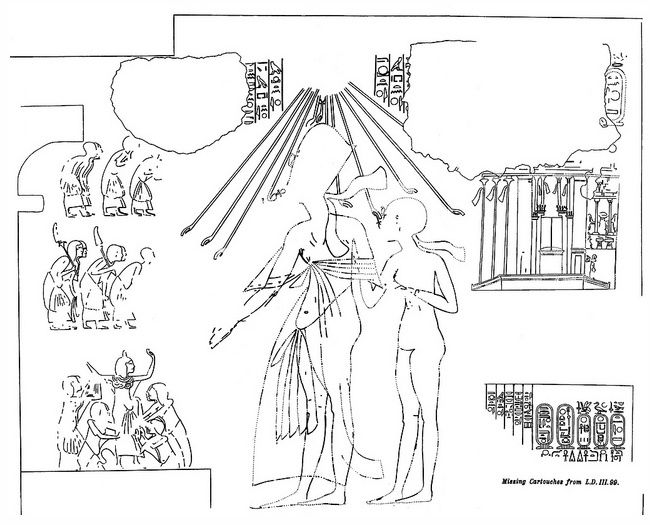
Riproduzione della rappresentazione di Smenkhara e Merytaton nella tomba di Merira II.

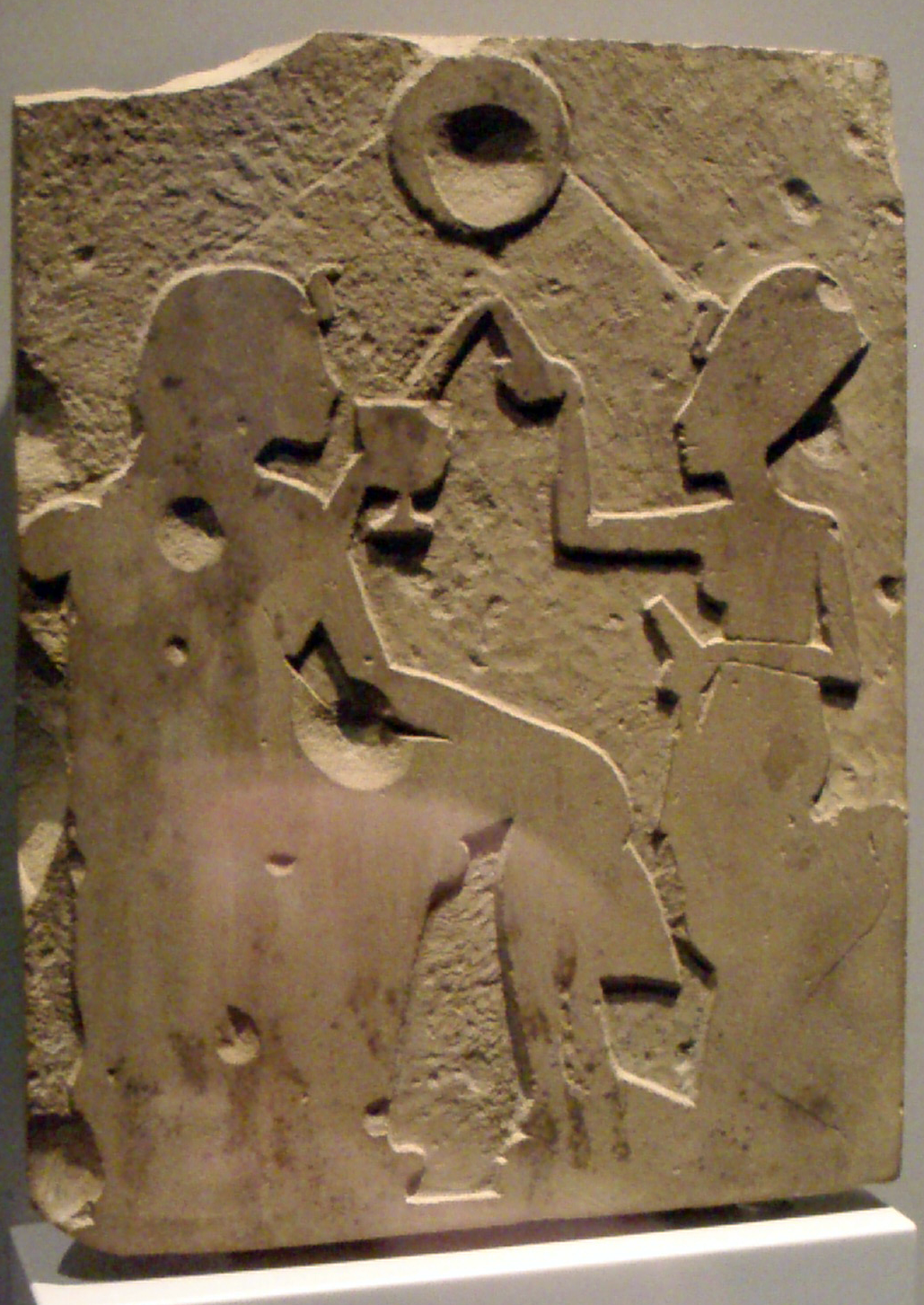
Stele incompiuta raffigurante un personaggio femminile, ritenuto Nefertiti, recante in capo la corona blu dei faraoni, mentre versa da bere ad Akhenaton. Berlino, Altes Museum. Immagini enigmatiche come questa hanno generato confusione e dibattiti fra gli studiosi

Vi compaiono Smenkhara e Merytaton, rispettivamente nelle vesti di faraone e di "grande sposa reale", assistiti dai raggi del dio Aton, mentre premiano Meryre per i suoi servigi. I nomi del re sono ormai caduti dalla parete, ma furono copiati da Lepsius nel 1850. Successivamente, venne alla luce un'altra serie di nomi che includevano l'identico nome regale: Ankhtkheperura meri ("amato da") Neferkheperura e Neferneferuaton meri ("amato da") Uaenra, essendo sia Neferkheperura che Uaenra i nomi reali di Akhenaton. Ciò portò a una grande confusione, poiché vigeva l'assunto che il nome reale fosse unico. Per tutto il XIX secolo si credette che, con queste evidenze, Smenkhara avesse mutato il proprio nome in Neferneferuaton, forse dal momento in cui si trovò a regnare da solo alla morte di Akhenaton nel 1335 a.C. Dagli anni '70, la scoperta di caratteri femminili in certe versioni del nome, e ancor più negli epiteti, portò a formulare svariate teorie, per esempio che altri non fosse che Nefertiti mascherata da Smenkhara prima di cambiare nuovamente il proprio nome in Neferneferuaton. Quando queste speculazioni furono associate al rinvenimento di varie stele che raffiguravano Akhenaton in pose molto familiari, se non intime, con un altro re, cominciò a farsi strada l'ipotesi che Akhenaton e Smenkhara fossero una coppia omosessuale. Negli anni seguenti si speculò che si trattasse di due individui distinti con lo stesso nome: un monarca maschile di nome Smenkhara e uno femminile di nome Neferneferuaton. Il dibattito per un Neferneferuaton femminile è giunto a una soluzione quando gli egittologi Marc Gabolde e James Peter Allen hanno appurato che certi oggetti nella tomba di Tutankhamon, originariamente recanti il nome e la destinazione di Neferneferuaton con l'epiteto "desiderato/a da Akhenaton", erano originariamente stati inscritti con l'epiteto Akhet-en-hyes, ovvero "efficace per il suo sposo": quando il primo epiteto poteva riferirsi comodamente a Smenkhara, il secondo invece, che parla di uno sposo, non si addiceva ad altri che a una donna.

## Regno
L'unica data del regno di Smenkhara (anno 1) archeologicamente attestata compare su una giara di vino proveniente "dalla casa di Smenkhara", come attesta la dicitura sulla sua superficie del reperto in questione. È dubbio se Smenkhara abbia regnato per più di un anno. L'egittologo Aidan Dodson vede Smenkhara unicamente come coreggente di Akhenaton a partire dal 13º anno di regno di quest'ultimo, e quindi sprovvisto di un regno proprio, mentre James Allen lo ritiene successore di Neferneferuaton.
Alcuni ipotizzano un regno di 2 o 3 anni da parte di Smenkhara. Varie giare di vino rinvenute nel sito di Amarna recano la dicitura anno 2, anno 3, sebbene il nome del faraone al cui regno si riferiscono sia mancante: alcuni archeologi ritengono si tratti del periodo di Smenkhara; il dibattito al riguardo resta comunque aperto a interpretazioni.

## Morte e sepoltura

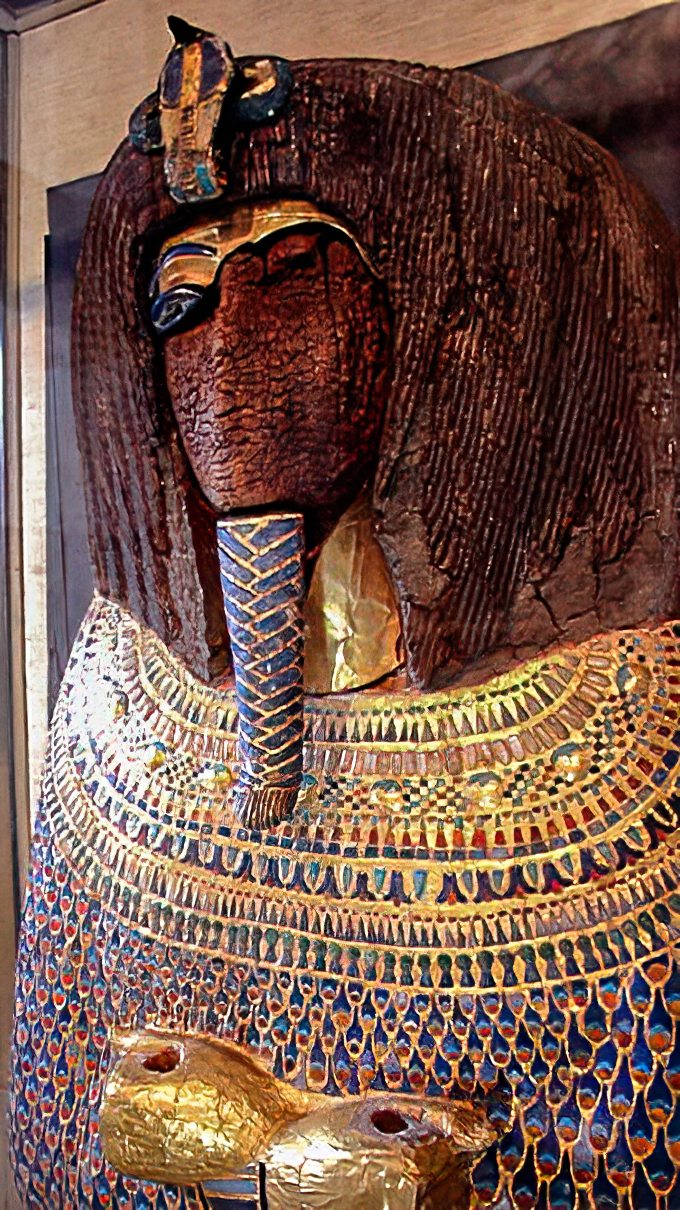
Il sarcofago profanato rinvenuto nel 1907 nella tomba KV55 della Valle dei Re. Museo egizio del Cairo

In passato si era creduto che la mummia estremamente danneggiata rinvenuta dall'archeologo Edward R. Ayrton (al lavoro per Theodore Davis), nel 1907, nella tomba KV55 della Valle dei Re appartenesse a questo effimero sovrano e che vi sarebbe stato trasferito dalle tombe di Akhetaton (l'attuale Tell el-Amarna) al momento dell'abbandono della nuova capitale da parte di Tutankhamon.
Nella tomba KV55 furono rinvenuti oggetti provenienti dai corredi funerari di varie personalità della famiglia reale: in particolare un sacello funerario commissionato da Akhenaton per la regina Tiy e una mummia in pessimo stato conservativo. Ciò portò Davis a credere di aver scoperto la tomba della regina Tiy, grande sposa reale di Amenofi III e madre di Akhenaton; oggi è semplicemente designata come la tomba KV55. Viene ritenuta un nascondiglio per mummie, poiché conteneva, abbastanza disordinatamente, elementi dalle tombe di più individui. Per esempio, vi fu trovato il sacello di Tiy, dei "mattoncini magici" dalla tomba di Akhenaton e dei vasi canopi in alabastro i cui coperchi avrebbero, si pensa, le sembianze di Kiya, sposa secondaria di Akhenaton.
Di particolare interesse la salma rinvenuta al suo interno. Il sarcofago era stato profanato in epoca antica e il nome del proprietario rimosso con violenza; comunque è ben riconoscibile come un sarcofago rishi della fine della XVIII dinastia. È generalmente accettata l'idea che si tratti di un feretro originariamente concepito e realizzato per una donna (forse la regina minore Kiya), e solo successivamente modificato e rielaborato per accogliere i resti di un defunto maschile. I principali candidati a cui fu attribuito, nel corso del tempo, lo scheletro in tale sarcofago sono Akhenaton e Smenkhara.
La teoria secondo cui si tratterebbe di Akhenaton è avvalorata dalla presenza dei "mattoncini magici" con i cartigli di Akhenaton presenti nella sepoltura e dalla rielaborazione di altri suoi cartigli sul feretro stesso. D'altra parte, l'attribuzione delle ossa a Smenkhara era avvalorata soprattutto dalla presunta età della mummia, che si presumeva dai 18 ai 26 anni circa e si pensava non coincidere con quella di Akhenaton, che regnò per 17 anni ed ebbe una figlia già intorno al primo anno di regno, ma l'esame del DNA eliminò ogni dubbio, attribuendo alla mummia più di 40 anni e identificandola perciò con Akhenaton. Anche nell'epoca antecedente gli esami vi furono molti dubbi, in quanto nulla nella tomba riconduceva esplicitamente a Smenkhara; il suo nome non compare da nessuna parte.

### Primi esami sulla mummia
La mummia, ridotta ormai a uno scheletro, fu analizzata molte volte nel corso degli anni: da Elliot Smith nel 1912, da Derry nel 1931, da Harrison nel 1966, da Strouhal nel 1998/2010 e dal Filer nel 2001. Le conclusioni di Filer sono rappresentative degli esami precedenti quello del 2010. La studiosa ha osservato che:

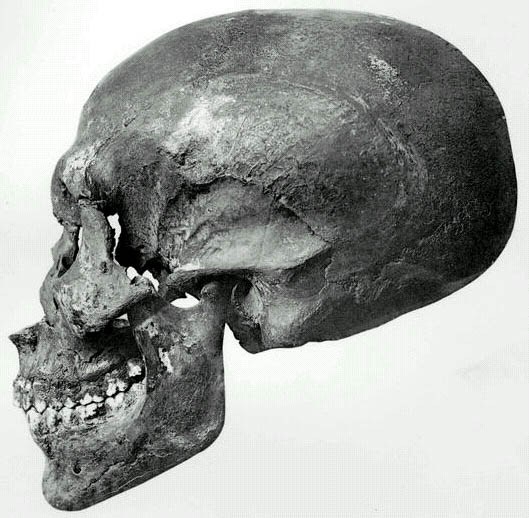
Il teschio della mummia rinvenuta nella tomba KV55, originariamente ritenuta la mummia di Smenkhara (fotografia di G. Elliot Smith, 1912)

Questi risultati sono perfettamente conformi con le conclusioni storicamente precedenti (18 - 26 anni). Per esempio, Derry ha optato per un'età di 23 anni e Strouhal lo ha posto fra i 19 e i 22 anni. Gli studi di Wente hanno riscontrato strette correlazioni fra le mummie di Tutankhamon, della KV55 e di Thutmose IV.

### L'esame genetico del 2010
Nel 2010, furono eseguite sui resti analisi genetiche e tomografie computerizzate che portarono a importanti risultati pubblicati nel Journal of the American Medical Association e riportati dalla National Geographic Society, che al riguardo produsse anche uno speciale televisivo. Il più importante dei risultati fu la dimostrazione che:
Fu inoltre dimostrato che la mummia maschile della KV55 e quella femminile della KV35 erano fratelli, figli di Amenofi III e Tiy.
La TAC ha inoltre rivelato che l'età del defunto era molto superiore a quella comunemente stimata fino a quel momento:

## Evidenze archeologiche

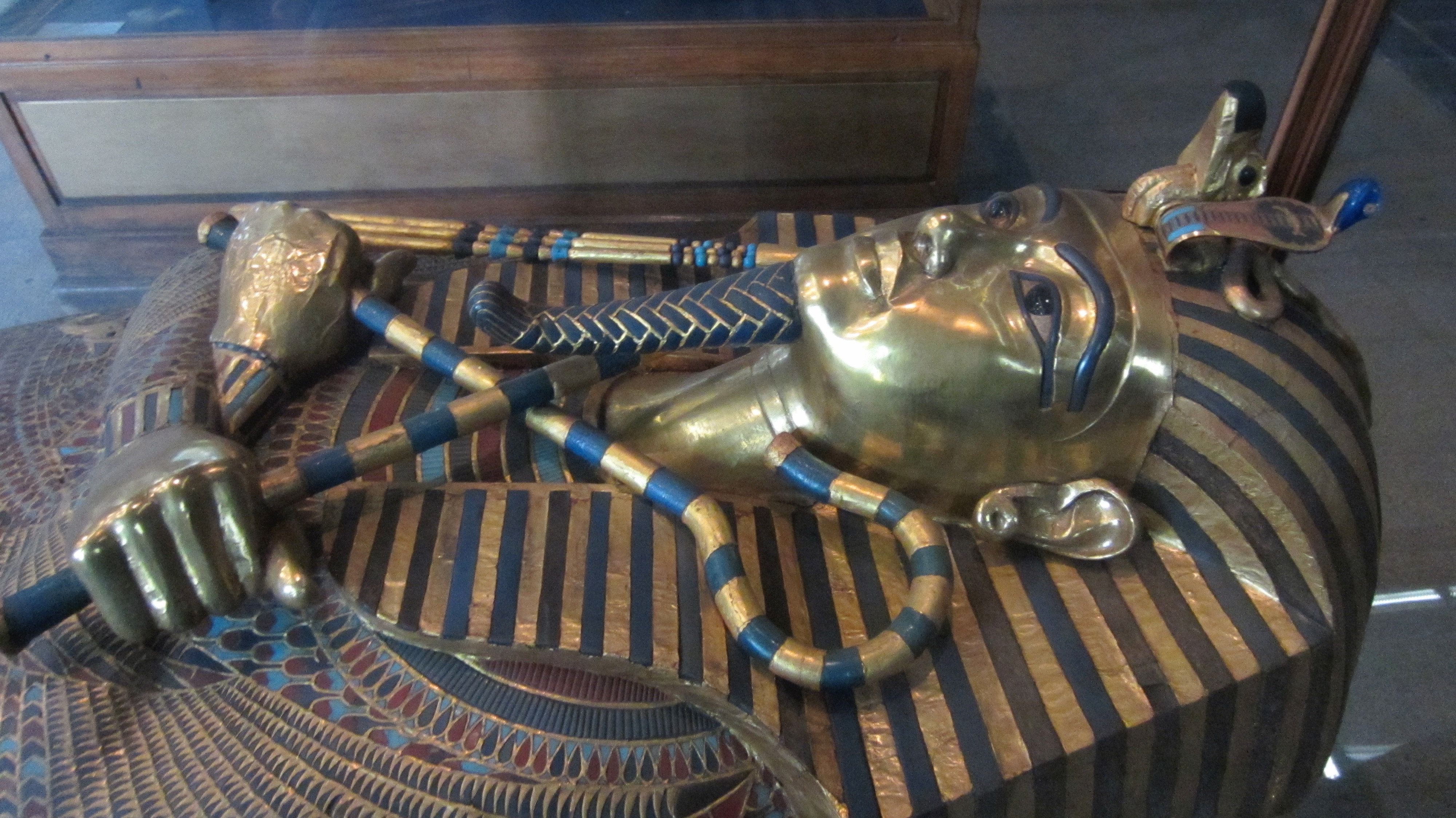
Dettaglio del secondo sarcofago antropoide di Tutankhamon, che alcuni ritengono sia appartenuto originariamente a Smenkhara, e che presenta notevoli somiglianze con quello rinvenuto nella tomba KV55, contenente uno scheletro disputato fra Akhenaton e Smenkhara. Museo egizio del Cairo.

### Dalla Tomba di Tutankhamon
Tutankhamon fu sicuramente il suo immediato successore e, nella tomba di quest'ultimo, il cartiglio del nome di Smenkhara compare più volte: su una veste di lino decorata con 39 margherite d'oro le cui paillettes recano, unitamente al suo, anche il nome della "grande sposa reale" Merytaton; su uno scialle di lino, accanto ai cartigli del misterioso regnante femminile Neferneferuaton Ankheperura (che alcuni identificano con Nefertiti, altri con Merytaton); su un arco e su alcune bende della mummia (cartigli, questi, poi rielaborati per Tutankhamon). Dubbi maggiori presenta il secondo sarcofago antropoide di Tutankhamon: il volto è sensibilmente diverso da quello degli altri due sarcofagi, della famosa maschera funeraria e delle altre immagini del giovane faraone; inoltre il feretro, per i suoi vetri intarsiati e i suoi motivi, è assai simile a quello rinvenuto nella tomba KV55; siccome i cartigli del nome mostrano d'essere stati rielaborati, molti studiosi hanno concluso che appartenesse a Smenkhara e fosse stato riutilizzato per il successore.

### Manetone
La confusione nella conoscenza di questo periodo non è certo aiutata dagli epitomatori di Manetone che riportano un Achencheres II, posizionandolo dopo il sovrano, un tale Rathotis, che viene unanimemente associato a Tutankhamon, con un regno della non credibile durata di 12/15 anni.

## Liste reali
| Giuseppe Flavio | anni di regno | Sesto Africano | anni di regno | Eusebio di Cesarea | anni di regno |
| --------------- | ------------- | -------------- | ------------- | ------------------ | ------------- |
| Achencheres (?) | 12/15         | Acherres (?)   | 12/15         | Achencherses (2)   | 12/15         |

## Titolatura
| G5 |

| G5 |

|       |
| \| \| |
|       |
|       |

|  |

|       |
| \| \| |
|       |
|       |

|  |

| G16 |

| G16 |

|  |

| G8 |

| G8 |

|  |

| M23 · X1 | L2 · X1 |

| M23 · X1 | L2 · X1 |

| N5 | S34 | L1 | Z2 |

| N5 | S34 | L1 | Z2 |

| N5 | S34 | L1 | Z2 |

| N5 | S34 | L1 | Z2 |

| N5 | S34 | L1 | Z2 |

| N5 | S34 | L1 | Z2 |

| N5 | S34 | L1 | Z2 |

| N5 | S34 | L1 | Z2 |

| G39 | N5 |

| G39 | N5 |

| N5 · O34 | U22 | D28 | D45 | L1 · Z2 |

| N5 · O34 | U22 | D28 | D45 | L1 · Z2 |

| N5 · O34 | U22 | D28 | D45 | L1 · Z2 |

| N5 · O34 | U22 | D28 | D45 | L1 · Z2 |

| N5 · O34 | U22 | D28 | D45 | L1 · Z2 |

| N5 · O34 | U22 | D28 | D45 | L1 · Z2 |

| N5 · O34 | U22 | D28 | D45 | L1 · Z2 |

| N5 · O34 | U22 | D28 | D45 | L1 · Z2 |